# 新世界楽曲雑技団
新世界楽曲雑技団（しんせかいがっきょくざつぎだん）は、かつて存在したゲームメーカー・SNKのサウンドチーム。社名を付けてSNK新世界楽曲雑技団とも呼ばれていた。2001年に解散。

## 概要
1991年、『餓狼伝説』製作時、従来のSNKのサウンドチームSNK SOUND TEAMとは別にNEO SOUND ORCHESTRA 新世界楽曲雑技団として結成。その後、『餓狼伝説』『サムライスピリッツ』『龍虎の拳』『ザ・キング・オブ・ファイターズ』など、SNKの対戦型格闘ゲームの人気シリーズの音楽を手がけた。1994年7月には「新世界楽曲雑技団スペシャルバンド」を結成し、ゲームミュージックフェスティバルに出演している。
作品にもよるが、曲名らしからぬ奇抜で変な名前が付けられる事がしばしばあり、『クリキントン』や『ギースにしょうゆ』などの曲名は当時のゲーム雑誌でも話題になるほどだった。
格ゲー人気が沈静した後も粛々とサウンド製作を続け、サウンドトラックやイメージアルバム、ドラマCDを数多く発表していたが、2001年1月、ベストアルバム『新世界楽曲雑技団FINAL』を発表したのを最後に解散した。後の4月にSNKが民事再生法の適用を申請した（10月に倒産）ことから経営悪化による経費削減の波を受けたものと見られる。
解散後、相当数のメンバーが退社・独立していったが、メンバーの一部はSNKプレイモアに移り、引き続き、ザ・キング・オブ・ファイターズシリーズでのサウンド製作をメインに活動を続けている。

## 主な参加作品
- THE KING OF FIGHTERS '94-2000
- 餓狼伝説シリーズ
- サムライスピリッツシリーズ
- 龍虎の拳シリーズ
- 風雲黙示録シリーズ
- 月華の剣士シリーズ
- 武力 〜BURIKI ONE〜
- NEO･GEO DJ Stationシリーズ※ドラマCDの劇伴